# Церемониал Бенедикта XVI
Церемониал Бенедикта XVI (Ceremonial of Benedict XVI) вновь восстановил некоторые папские облачения, которые ранее вышли из употребления.

## Папская обувь
Папа римский Бенедикт XVI возобновил использование традиционных красных папских ботинок, которые не использовались с начала понтификата папы римского Иоанна Павла II. В отличие от первоначальной спекуляции прессы, что обувь была сделана итальянским домом моды Prada, Ватикан объявил, что ботинки были предоставлены личным сапожником Папы.

## Камауро
На генеральных аудиенциях 21 декабря и 28 декабря  2005 года Папа дважды надевал камауро, традиционную красную папскую шляпу, которую обычно носят в зимнее время. Это не наблюдалось со времён понтификата Папы Иоанна XXIII (1958—1963). С 6 сентября 2006 года Папа стал носить красное Капелло Романо (также называемое Сатурно) — традиционную широкополую шляпу римского духовенства. Она редко использовалась Иоанном Павлом II, однако его предшественники надевали ее постоянно.

## Моццетта
Папа Бенедикт XVI также восстановил использование всех трёх форм папской моццетты. Иоанн Павел II пока только использовал красную атласную летнюю моццетту, Бенедикт XVI также использовал зимнюю папскую моццетту и пасхальную моццетту, обе из которых в прошлом носил Папа Павел VI. Зимняя папская моццетта сделана из красного бархата и оторочена белым горностаем, а пасхальная моццетта, которую носят только во время Пасхи, сделана из белого дамасского шёлка и оторочены белым горностаем.

## Паллий
Во время своей интронизационной речи, Папа Бенедикт XVI говорил о значении паллия, и он использовал древнюю версию облачения, Восточного покроя, используемую папами первого тысячелетия. Однако, начиная с праздника святых Петра и Павла (29 июня 2008 года) Папа Бенедикт XVI вернулся к форме похожей на ту, которую носили его недавние предшественники, хотя и в более крупном и длинном покрое и с красными крестами, поэтому остающимся отличным от паллия носимыми митрополитами. Позднее папа Франциск снова вернулся к прежнему виду паллия.
Бенедикт XVI также вернулись к ношению традиционных форм других литургических облачений, чтобы подчеркнуть непрерывность папства и церкви.

## Тиара
Одним из предметов, который Бенедикт XVI не носит, на сегодняшний день, является папская тиара. Как и его два непосредственных предшественника, Бенедикт XVI решил не короноваться тиарой во время своей интронизационной Мессы, и он не носит её с тех пор. Однако, в отличие от своих предшественников, Папа подчеркнул это решение порвать с традицией, тем что стал использовать митру вместо тиары в своём гербе. Другие традиционные папские облачения также остаются неиспользованными, в том числе, папские перчатки и папские туфли.

## Критика

### Франко Дзеффирелли
Франко Дзеффирелли, знаменитый итальянский кинорежиссёр многочисленных пышных постановок, подверг критике облачения Понтифика как слишком «роскошные». Он сказал, что «это не время носить высокий стиль в церкви». Дзеффирелли считает, что одежды папы Бенедикта XVI «слишком роскошные» и делают появления понтифика холодными и отдаляют от своего окружения. Ватикан объяснил использование Бенедиктом XVI традиционного облачения, такого как старые, очень высокие митры во время его обращения «Urbi et orbi» на Рождество, указывая на необходимость «подчеркнуть непрерывность литургического празднования сегодня с тем, с чем характеризуется жизни церкви в прошлом». Литургист папы сравнил использование облачения носимыми предыдущими папами с аннотациями в папских документов, где «папа ссылается на понтификов, которые предшествовали ему в сане, чтобы показать непрерывность учительства церкви».

### Итальянская ассоциация по защите животных и окружающей среды
В августе 2008 года Итальянская ассоциация по защите животных и окружающей среды призвал Папу Бенедикта XVI прекратить носить меха животных, такие как отделанные горностаем камауро и моццетту, использование которых он возродил. Группа упомянула известную любовь папы к кошкам и составила онлайн-петицию, чтобы попытаться убедить Бенедикта XVI перейти на синтетику.